# Dogonkiria
Dogonkiria (auch: Dogon Kiria, Dogon Kirya) ist eine Landgemeinde im Departement Dogondoutchi in Niger.

## Geographie

### Lage und Gliederung

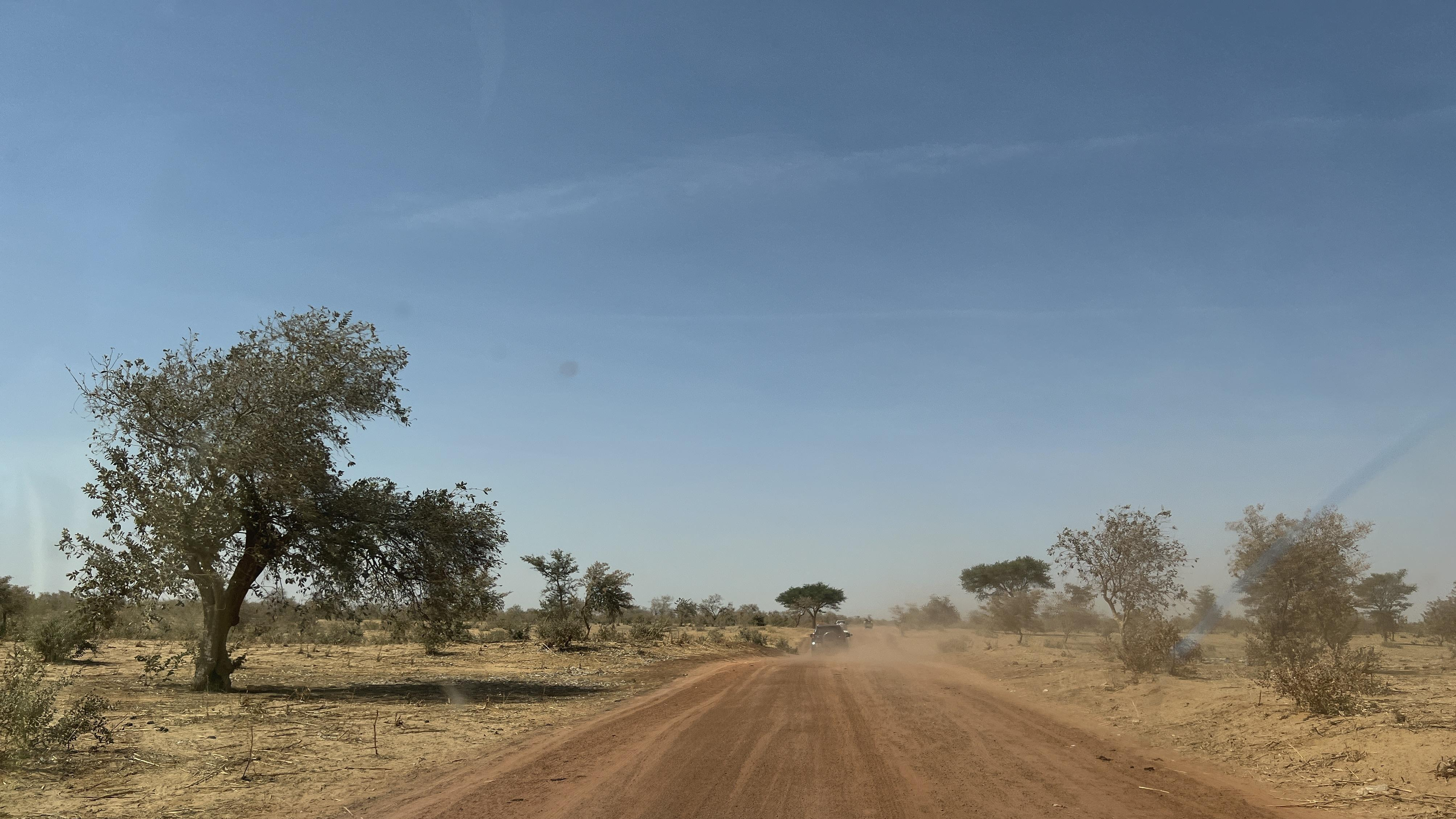
Landschaft in der Gemeinde Dogonkiria (2023)

Dogonkiria liegt in der südlichen Sahelzone. Die Nachbargemeinden sind Kourfeye Centre im Norden, Bagaroua im Osten, Alléla im Südosten, Dan-Kassari im Süden, Matankari im Südwesten und Soucoucoutane im Westen.
Bei den Siedlungen im Gemeindegebiet handelt es sich um 43 Dörfer, 129 Weiler, 20 Lager und eine Wasserstelle. Davon werden zwei Siedlungen auch von der Nachbargemeinde Matankari und zwei Siedlungen auch von der Nachbargemeinde Soucoucoutane beansprucht. Der Hauptort der Landgemeinde Dogonkiria ist das Dorf Dogonkiria. Es liegt auf einer Höhe von 253 m.
Durch den äußersten Norden des Gemeindegebiets verläuft das große, periodisch wasserführende Trockental Dallol Maouri.

### Klima
In Dogonkiria herrscht trockenes Wüstenklima vor. Die Niederschlagsmessstation im Hauptort liegt auf 300 m Höhe und wurde 1959 in Betrieb genommen.
|                        | Jan  | Feb  | Mär  | Apr  | Mai  | Jun  | Jul  | Aug  | Sep  | Okt  | Nov  | Dez  |   |      |
| Mittl. Temperatur (°C) | 22,9 | 25,9 | 29,6 | 32,7 | 33,8 | 32,7 | 30,2 | 28,2 | 29,9 | 30,0 | 27,2 | 23,8 | ⌀ | 28,9 |
| Mittl. Tagesmax. (°C)  | 31,1 | 34,4 | 38,1 | 40,5 | 40,3 | 38,6 | 35,3 | 32,8 | 35,4 | 37,0 | 35,4 | 31,9 | ⌀ | 35,9 |
| Mittl. Tagesmin. (°C)  | 15,5 | 18,0 | 21,1 | 24,3 | 27,0 | 27,2 | 25,6 | 24,2 | 24,8 | 23,1 | 19,6 | 16,5 | ⌀ | 22,3 |
|                        |      |      |      |      |      |      |      |      |      |      |      |      |   |      |
| Niederschlag (mm)      | 0    | 0    | 0    | 1    | 7    | 13   | 46   | 103  | 29   | 5    | 0    | 0    | Σ | 204  |
|                        |      |      |      |      |      |      |      |      |      |      |      |      |   |      |
| Sonnenstunden (h/d)    | 10,2 | 10,5 | 10,8 | 11,2 | 11,5 | 11,5 | 10,8 | 9,2  | 10,5 | 10,6 | 10,3 | 10,2 | ⌀ | 10,6 |
|                        |      |      |      |      |      |      |      |      |      |      |      |      |   |      |
| Regentage (d)          | 0    | 0    | 0    | 0    | 2    | 3    | 6    | 8    | 3    | 1    | 0    | 0    | Σ | 23   |
|                        |      |      |      |      |      |      |      |      |      |      |      |      |   |      |
| Luftfeuchtigkeit (%)   | 14   | 11   | 9    | 14   | 28   | 41   | 56   | 68   | 57   | 32   | 17   | 16   | ⌀ | 30,4 |

| 15,5 |

| 18,0 |

| 21,1 |

| 24,3 |

| 27,0 |

| 27,2 |

| 25,6 |

| 24,2 |

| 24,8 |

| 23,1 |

| 19,6 |

| 16,5 |

| 15,5 |

| 18,0 |

| 21,1 |

| 24,3 |

| 27,0 |

| 27,2 |

| 25,6 |

| 24,2 |

| 24,8 |

| 23,1 |

| 19,6 |

| 16,5 |

| N i e d e r s c h l a g | 0   | 0   | 0   | 1   | 7   | 13  | 46  | 103 | 29  | 5   | 0   | 0   |
|                         | Jan | Feb | Mär | Apr | Mai | Jun | Jul | Aug | Sep | Okt | Nov | Dez |

## Geschichte
Die Landgemeinde Dogonkiria ging als Verwaltungseinheit 2002 im Zuge einer landesweiten Verwaltungsreform aus dem nordöstlichen Teil des Kantons Dogondoutchi hervor. Im Juni 2008 zerstörten Überschwemmungen 92 Häuser und über drei Tonnen an Lebensmittelvorräten. Über 500 Einwohner galten als unmittelbar geschädigt.

## Bevölkerung
Bei der Volkszählung 2012 hatte die Landgemeinde 65.990 Einwohner, die in 8531 Haushalten lebten. Bei der Volkszählung 2001 betrug die Einwohnerzahl 46.012 in 5624 Haushalten.
Im Hauptort lebten bei der Volkszählung 2012 3064 Einwohner in 396 Haushalten und bei der Volkszählung 1988 2775 in 374 Haushalten.
In ethnischer Hinsicht ist die Gemeinde ein Siedlungsgebiet von Goubawa und Arawa.

## Politik
Der Gemeinderat (conseil municipal) hat 18 gewählte Mitglieder. Mit den Kommunalwahlen 2020 sind die Sitze im Gemeinderat wie folgt verteilt: 11 MPN-Kiishin Kassa und 7 PNDS-Tarayya.
Jeweils ein traditioneller Ortsvorsteher (chef traditionnel) steht an der Spitze der 43 Dörfer in der Gemeinde, darunter dem Hauptort.

## Wirtschaft und Infrastruktur
Die Gemeinde liegt am Übergang der Zone des Regenfeldbaus des Südens zur Zone des Agropastoralismus des Nordens. Dogonkiria ist der Ausgangspunkt einer Transhumanz-Route, die über Bankali, Soubéra und Sanam nach Andéramboukane in Mali führt. Im Hauptort wird ein Markt abgehalten. Im Dorf Maïmakaïné gibt es einen Viehmarkt. Der Markttag ist Donnerstag.
Gesundheitszentren des Typs Centre de Santé Intégré (CSI) sind im Hauptort und in der Siedlung Makourdi vorhanden. Der CEG Dogonkiria und der in der Siedlung Karchabou gelegene CEG Karchabou sind allgemein bildende Schulen der Sekundarstufe des Typs Collège d’Enseignement Général (CEG). Beim Centre de Formation aux Métiers de Dogonkiria (CFM Dogonkiria) handelt es sich um ein Berufsausbildungszentrum.
Durch die Gemeinde führt die Nationalstraße 36 zwischen Dogondoutchi und Tébaram. Im Hauptort zweigt die Route 331 nach Guéza von der Nationalstraße 36 ab.